# Anton von Herberstein

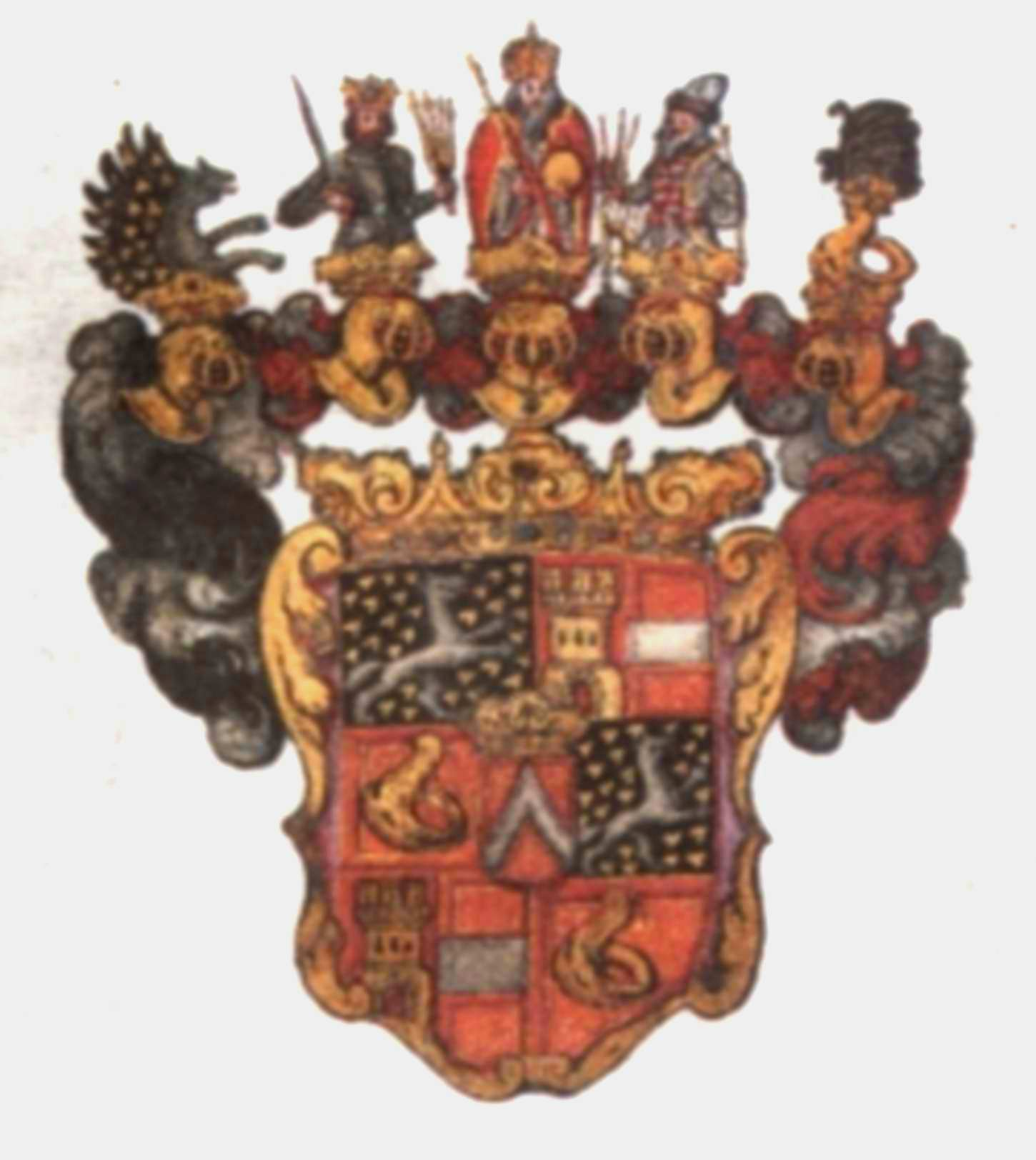
Familienwappen Herberstein

Anton Reichsgraf von Herberstein (* 30. Dezember 1725 in Wien; † 2. Dezember 1774 in Triest) war Bischof von Triest.

## Leben
Seine Eltern waren der kaiserliche Haushofmeister Ferdinand Leopold von Herberstein und Maria, geb. Freiin von Ulm. Er trat dem Orden der Theatiner bei und empfing am 16. Juni 1748 die Priesterweihe. Später wurde er Propst von Eisgarn und wirkte als Pfarrer in Burgschleinitz im Bistum Passau.
Nach dem Tod des Triester Bischofs Leopoldo Giuseppe Annibale von Petazzi nominierte Maria Theresia am 22. November 1760 Anton von Herberstein zu dessen Nachfolger. Die päpstliche Bestätigung erfolgte am 6. April 1761. Durch den Erzbischof von Salzburg Christoph Bartholomäus Anton Migazzi von Waal und Sonnenthurn empfing er am 30. April 1761 die Bischofsweihe, Mitkonsekratoren waren Giorgio Maria Lascaris und Franjo Thauszy, Bischof von Agram (Zagreb).
Als Bischof unternahm Herberstein Visitationsreisen und predigte auf Italienisch und Deutsch. Die beabsichtigte Gründung eines Priesterseminars kam während seiner Amtszeit nicht zustande. Allerdings konnten sechs Freiplätze für Priesteramtskandidaten beim Görzer Seminar zur Verfügung gestellt werden. 1773 ließ sich eine Ordensgemeinschaft der Mechitaristen in Triest nieder, die ein Noviziat eröffnete und eine Druckerei betrieb.
Wegen des mit dem Bau des Triester Freihafens verbundenen starken Wachstums der Stadt fehlten die erforderlichen Seelsorgestrukturen. Deshalb setzte sich der Bischof für eine Verbesserung der Pfarreiorganisation ein. Mit dem Vorschlag, die Kathedrale aus der historischen Altstadt in die Neubaugebiete zu verlegen, konnte er sich bei der Kaiserin nicht durchsetzen. Weitere Probleme ergaben sich durch die Zuwanderung von Serben und Griechen, die eigene Kultgemeinden bildeten, deren Einfluss der Bischof zurückdrängen wollte. Die von ihm geforderte Angleichung der Diözesan- an die Staatsgrenzen konnte während seiner Amtszeit nicht realisiert werden.
Die letzten Jahre seiner Amtszeit fielen in eine kirchenpolitisch schwierige Zeit. Trotzdem arbeitete er bei den vom Kaiserhof verfolgten Kirchenreformen, die eine Nationalkirche vorsahen, mit der staatlichen Kommission zusammen. Die Aufhebung des Jesuitenordens 1773 wirkte sich in Triest nachteilig aus.